# Balrampur
Balrampur là một thành phố và là nơi đặt ban đô thị (municipal board) của quận Balrampur thuộc bang Uttar Pradesh, Ấn Độ.

## Địa lý
Balrampur có vị trí 27°26′B 82°11′Đ / 27,43°B 82,18°Đ Nó có độ cao trung bình là 106 mét (347 foot).

## Nhân khẩu
Theo điều tra dân số năm 2001 của Ấn Độ, Balrampur có dân số 72.220 người. Phái nam chiếm 53% tổng số dân và phái nữ chiếm 47%. Balrampur có tỷ lệ 55% biết đọc biết viết, thấp hơn tỷ lệ trung bình toàn quốc là 59,5%: tỷ lệ cho phái nam là 61%, và tỷ lệ cho phái nữ là 48%. Tại Balrampur, 14% dân số nhỏ hơn 6 tuổi.